# Monokini

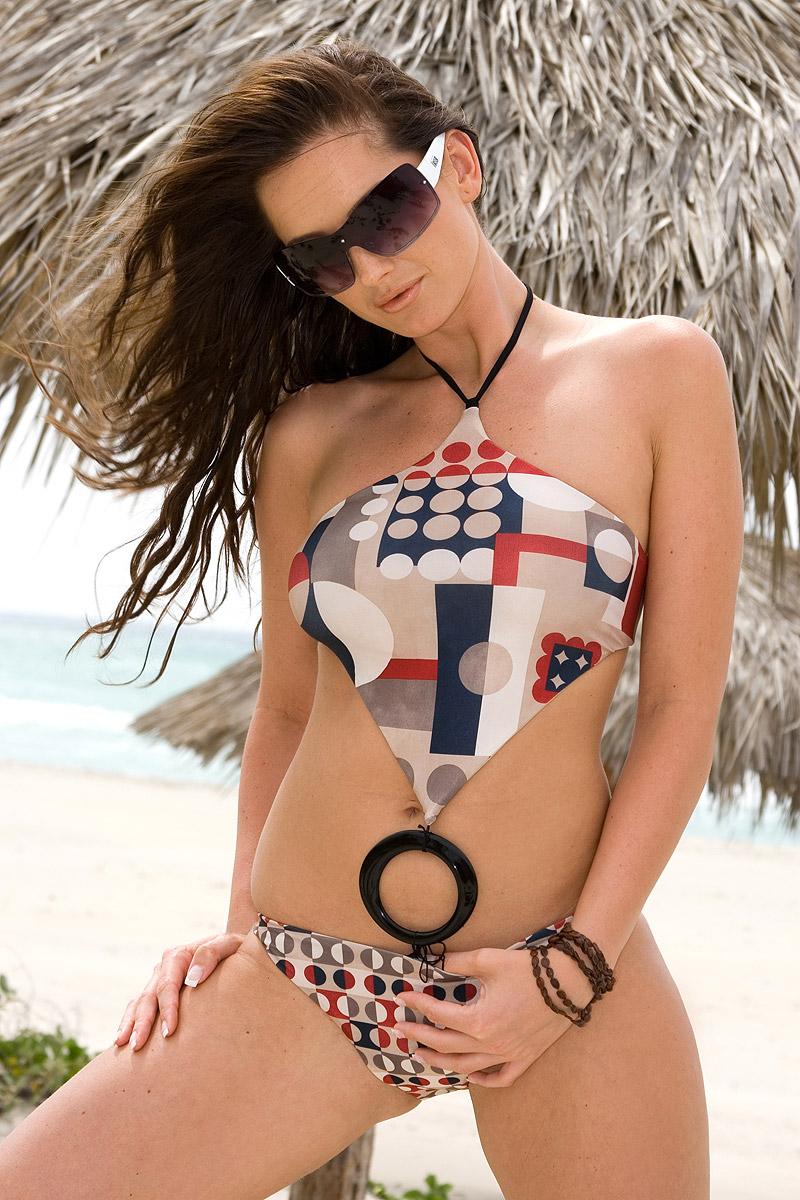
Mujer en monokini

Se denomina monokini, monobikini, tankini, unikini o braguita de baño a la mitad inferior de un bikini cuando esta se utiliza sin la parte de arriba. En algunos países de Sudamérica, si solo cubre la parte delantera, se denomina colaless (esp. cola, «trasero» + ing. less, «sin»).
Tiene su origen en el modelo diseñado por el estilista Rudi Gernreich en 1964, compuesto de una braga negra que cubría hasta el ombligo, de la que partían dos tirantes que pasaban por encima de los hombros y descendían por la espalda, dejando los pechos al descubierto.

## Uso y prohibiciones
En Europa, suele autorizarse su uso en zonas de playa, hoteles y piscinas públicas, permitiendo que un mayor porcentaje de piel quede expuesto a los rayos solares. No así en Estados Unidos y Sudamérica, donde el hecho de que una mujer muestre los pechos en público está prohibido en numerosos lugares.